# Eric Chu

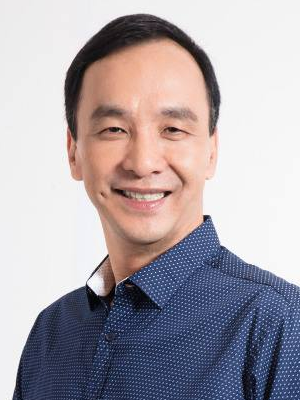
Eric Chu (2017)

Eric Chu (chinesisch 朱立倫, Pinyin Zhū Lìlún, W.-G. Chu Li-lun, Pe̍h-ōe-jī Tsu Li̍p-lûn, auch Chu Li-luan; * 7. Juni 1961 in Bade in der Stadt Taoyuan) ist ein taiwanischer Politiker, ehemaliger Vorsitzender der Kuomintang und war vom 25. Dezember 2010 bis 25. Dezember 2018 Bürgermeister der regierungsunmittelbaren Stadt Neu-Taipeh. Chu war Kandidat seiner Partei bei der taiwanischen Präsidentenwahl am 16. Januar 2016.

## Akademische Laufbahn
Eric Chu absolvierte ein Bachelor-Studium im Fach Betriebswirtschaft an der Nationaluniversität Taiwan. Nach Ableistung seines Militärdienstes ging er zum Weiterstudium in die USA, wo er an der New York University einen Mastertitel im Fach Finanzwirtschaft (Abschluss 1987) und einen Doktortitel auf dem Gebiet Rechnungswesen (1991) erwarb. Nach seiner Rückkehr nach Taiwan setzte er seine akademische Laufbahn von 1992 bis 2001 als Professor an der Nationaluniversität Taiwan fort.

## Politische Laufbahn
Von 1998 bis 2001 gehörte Chu als Abgeordneter der Kuomintang dem taiwanischen Parlament (Legislativ-Yuan) an. Am 1. Dezember 2001 wurde er zum Landrat des Landkreises Taoyuan gewählt und übte dieses Amt, bei einer Wiederwahl im Jahr 2005, bis 2009 aus. Danach wurde er von Präsident Ma Ying-jeou ins Regierungskabinett (Exekutiv-Yuan) berufen, wo er ein Jahr lang als Vize-Premierminister im Kabinett Wu Den-yih fungierte. Im Jahr 2010 trat er bei der ersten Bürgermeisterwahl der neugegründeten regierungsunmittelbaren Stadt Neu-Taipeh an und gewann mit 52,1 % der Stimmen vor der Kandidatin der Demokratischen Fortschrittspartei (DPP) Tsai Ing-wen (47,39 %). Bei den landesweiten Kommunalwahlen am 29. November 2014, bei denen die Kuomintang schwere Verluste hinnehmen musste, gelang Chu in Neu-Taipeh mit 50,06 % der Stimmen die Wiederwahl vor You Si-kun (DPP, 48,78 %). Als einziger verbliebener Kuomintang-Bürgermeister in den sechs regierungsunmittelbaren Städten Taiwans galt Chu als Hoffnungsträger für die Erneuerung seiner Partei. Nach dem Rücktritt Ma Ying-jeous vom Parteivorsitz der Kuomintang im Dezember 2014 kündigte Chu seine Kandidatur für das Amt des Vorsitzenden an. Als einziger zur Wahl stehender Kandidat wurde er erwartungsgemäß am 17. Januar 2015 zum neuen Parteivorsitzenden der Kuomintang gewählt.}
Gleichzeitig mit der durch schlechte Umfragewerte bedingten parteiinternen Abberufung der ursprünglich benannten Kandidatin Hung Hsiu-chu wurde Chu am 17. Oktober 2015 auf einem Sonderparteitag zum Kandidaten der Kuomintang für die Präsidentenwahl 2016 berufen. Um den Wahlkampf führen zu können, ließ er sich zeitweilig vom Posten des Bürgermeisters der Stadt Neu-Taipeh beurlauben. Bei der Präsidentenwahl erreichte Chu 31,04 % der Stimmen und musste sich damit Tsai Ing-wen, der Kandidatin der Oppositionspartei DPP (56,12 %), geschlagen geben. Noch am Abend der Wahlniederlage verkündete Chu seinen sofortigen Rücktritt vom Amt des Parteivorsitzenden der Kuomintang.
Bei der Wahl des Kuomintang-Vorsitzenden 2021 kündigte Chu am 2. August 2021 seine erneute Kandidatur an. Bei der Urwahl am 25. September 2021 erhielt er mit 45 Prozent von allen vier Kandidaten anteilig die meisten Stimmen und übernahm das Amt des KMT-Vorsitzenden am 5. Oktober 2021.